# Simulering (medicin)
Simulering är i medicin ett beteende där en patient för egen vinning förfalskar symptom på sjukdom eller ohälsa, eller överdriver ett verkligt sjukdomstillstånd. Det kan ske med en rad olika motiv; ekonomisk kompensation, tillgång till droger, lindrigare straff för brott, ledighet från arbete, studier eller värnplikt, möjlighet att få uppehållstillstånd, eller bara för att få uppmärksamhet eller medlidande. Eftersom simulanter söker någon form av primär eller sekundär vinning, så separeras denna diagnos från somatiska sjukdomstillstånd liksom från andra fiktiva tillstånd där vinningen inte är uppenbar.
Diagnosen simulering ges således när lurendrejeriets vinstmotiv är uppenbart, och skiljer sig därmed från den relaterade diagnosen Münchhausens syndrom. Simulering klassificeras inom ICD-10 under beteckningen Z76.5. Münchhausens syndrom klassificeras med diagnosbeteckningen F68.1. Simulering skiljer sig också från hypokondri, som är en somatoform störning där patienten tror sig vara sjuk.

## Historik
Simulering har noterats så tidigt som i antikens Rom av läkaren Galenos. Han angav två fall. En patient simulerade kolik för att undvika ett offentligt möte, medan den andre simulerade en knäskada för att slippa följa med sin husbonde på en lång resa. Simulering var utbrett i Sovjetunionen för att undvika straff eller tvång. På grund av detta var läkare begränsade i hur många medicinska sjukskrivningar de fick göra. Historiskt sett har simulering varit vanligt hos soldater och rekryter för att undvika undvika att gå i krig eller ta del i en viss strid.

## Symtom
Det finns en rik flora av metoder för att fejka ett sjukdomstillstånd. Fysiska metoder som har rapporterats inkluderar försök att lura termometrar, orsaka uppsvullnader, fördröja sårläkning, träna för mycket, överdosera medicin eller droger och skada sig själv. En annan metod är att direkt rapportera specifika diagnoskriterier som har lärts in från en medicinsk textbok. Att upptäcka simulering är svårare hos de som redan har en diagnostiserad organisk sjukdom.

## Predisponerande faktorer
Simulering förefaller vara vanligare i samhällen med tvångsarbete (industriell simulering) och de med allmän värnplikt (militär simulering) eller de där det finns möjlighet att stämma medicinsk personal för felbehandling (medikolegal simulering). Simulering är vanligare bland kvinnor än bland män och är vanligare bland de som arbetar inom hälsorelaterade fält. Psykodynamisk teori föreslår att patienter kan ha behandlats illa som barn och försöker lösa problem i förhållandena med sina föräldrar.

## Diagnos och detektion

### Diagnos
Det amerikanska systemet DSM-IV anger att simulering misstänks om något av följande observeras:
1. Ett medicinsk-juridiskt sammanhang vid presentationen
2. Märkbar åtskiljnad mellan personens uppgivna stress eller handikapp och det som objektivt kan observeras
3. Ovilja att samarbeta under den diagnostiska utvärderingen och i att tillämpa den föreskrivna behandlingen
4. Förekomsten av antisociala personlighetsstörningar

### Detektion
Några ovanliga fenomen som förekommer vid presentation av bekräftade fall inkluderar:
1. Dramatisk eller stereotyp presentation
2. Vaga och inkonsekventa detaljer som trots detta är rimliga mer ytligt sett
3. Lång medicinsk historia med multipla inläggningar
4. Kunskap av termer från medicinska handböcker
5. Inläggningsomständigheter som inte följer ett känt sjukdomsmönster
6. Anställning inom hälsovårdande fält
7. Patientens ljugande karaktäriseras av fantastiska beskrivningar av fiktiva händelser under deras liv
8. Kontrollerande, fientligt, aggressivt eller försvårande beteende under behandlingen
9. Symtom som bara uppkommer när patienten observeras
10. Symtom som fluktuerar över tid
11. Ge vaga svar på frågor